# Hexatoma (Eriocera) citrina
Hexatoma (Eriocera) citrina is een tweevleugelige uit de familie steltmuggen (Limoniidae). De soort komt voor in het Oriëntaals gebied.